# Cantorova–Bernsteinova věta
Cantorova-Bernsteinova věta (také Cantorova-Schröderova-Bernsteinova věta) je matematické tvrzení z oblasti teorie množin, které má zásadní význam pro srovnávání nekonečných mohutností. Tvrdí, že 
- existuje-li prosté zobrazení z množiny {\displaystyle A} do {\displaystyle B} (jinými slovy {\displaystyle A} má nejvýše stejnou mohutnost, jako {\displaystyle B}),
- a pokud zároveň existuje prosté zobrazení z {\displaystyle B} do{\displaystyle A} (tj. {\displaystyle A} má nejméně stejnou mohutnost, jako {\displaystyle B}),
- pak mezi nimi existuje bijekce, tj. obě mají stejnou mohutnost.

Toto tvrzení lze dokázat v naivní i axiomatické teorii množin, a to i bez použití axiomu výběru, který porovnání nekonečných mohutností zásadně usnadňuje. Platí tedy i ve „světech matematiky“ (tj. modelech ZF), které axiom výběru nesplňují.

## Znění
Nejpřirozenější formulací Cantorovy-Bernsteinovy věty je následující:
Má-li množina A mohutnost menší nebo rovnu než množina B a množina B má mohutnost menší nebo rovnu než množina A, pak množiny A,B mají stejnou mohutnost.
Zapracujeme-li do této formulace i definici pojmu mohutnosti, dostaneme zápis o trochu méně srozumitelný, z nějž je však lépe vidět podstata problému:
Existují-li prosté zobrazení množiny A do množiny B, a prosté zobrazení množiny B do množiny A, pak existuje bijekce mezi těmito dvěma množinami.

## Příklad použití
Tato věta je užitečná v případech, kdy pro množinu, jejíž mohutnost je zkoumána, lze najít horní i dolní odhad její mohutnosti a oba dva jsou stejné.

### Mohutnost reálných čísel
Reálná čísla lze bijektivně zobrazit na {\displaystyle \mathbb {P} (\mathbb {N} )}, tj. množinu všech podmnožin přirozených čísel. Bez Cantorovy-Bersteinovy věty je ovšem důkaz pracný.
Reálná čísla lze funkcí arkus tangens zobrazit na otevřený interval {\displaystyle (-\pi /2,\pi /2)} a ten lineárně „posunout a stlačit“ na {\displaystyle (0;1)}. Proto stačí nalézt bijekci mezi {\displaystyle (0;1)} a {\displaystyle \mathbb {P} (\mathbb {N} )}.
Důkaz bez použití věty
Každý prvek {\displaystyle \mathbb {P} (\mathbb {N} )} lze chápat jako posloupnost nul a jedniček, potažmo jako desetinný rozvoj nějakého reálného čísla z {\displaystyle \langle 0;1\rangle } v binární (tj. dvojkové) soustavě; dvojkovou soustavou lze zapisovat reálná čísla podobně, jako v desítkové soustavě. Např. množině {\displaystyle \{2,5,6\}\in \mathbb {P} (\mathbb {N} )} lze přiřadit desetinný rozvoj {\displaystyle 0,010011} (který je konečný, tj. pokračující dále jen nulami) a tento rozvoj reprezentuje reálné číslo {\displaystyle 2^{-2}+2^{-5}+2^{-6}={\frac {16+2+1}{64}}=0{,}296875}.
Pokud se množina všech takových binárních rozvojů označí {\displaystyle ^{\mathbb {N} }2}, každé číslo z {\displaystyle (0;1)} lze takto reprezentovat alepoň jedním rozvojem z {\displaystyle ^{\mathbb {N} }2}, ale ne vždy jednoznačně: např. konečný rozvoj {\displaystyle 0{,}011} reprezentuje stejné reálné číslo ({\displaystyle 3/8=0{,}375}), jako rozvoj {\displaystyle =0{,}01011{\overline {1}}\ldots }, v němž symbol {\displaystyle {\overline {1}}} značí, že rozvoj pokračuje dále jen jedničkami. 
Proto je třeba najít množinu {\displaystyle V} „vyřazených“ desetinných rozvojů tak, aby nevyřazené přesně koresponovaly s reálnými čísly z {\displaystyle (0;1)}, tj. aby existovala bijekce mezi {\displaystyle (0;1)} a množinovým rozdílem {\displaystyle ^{\mathbb {N} }2-V}. K tomu poslouží {\displaystyle V} skládající se z konečných rozvojů a z rozvoje {\displaystyle 0{,}{\overline {1}}}.
Dále je potřeba v {\displaystyle ^{\mathbb {N} }2-V} zvolit dvě nekonečně spočetné množiny {\displaystyle S_{1},S_{2},S_{1}\cap S_{2}=\emptyset }; to lze různými způsoby.
Hledanou bijekcí mezi {\displaystyle ^{\mathbb {N} }2} a {\displaystyle ^{\mathbb {N} }2-V} je pak zobrazení, které 
- Prvku množiny {\displaystyle S_{1}} nebo {\displaystyle S_{2}} přiřadí prvek {\displaystyle S_{2}}; takové přiřazení existuje, neboť sjednocení dvou spočetně nekonečných množin je opět spočetně nekonečná množina.
- Prvku {\displaystyle V} přiřadí nějaký prvek {\displaystyle S_{1}}; to lze, neboť obě jsou nekonečně spočetné.
- Ostatní prvky budou zobrazeny na sebe samotné, tj. na  {\displaystyle ^{\mathbb {N} }2-V-S_{1}-S_{2}} bude zobrazení definováno jako identita.

Důkaz s použitím věty
Důkaz s využitím Cantorovy-Bersteinovy věty je snazší a nevyžaduje tolik technických konstrukcí: 
- Reálných čísel z {\displaystyle (0;1)} je „alespoň tolik“, jako množin z {\displaystyle \mathbb {P} (\mathbb {N} )}, protože každé takové množině {\displaystyle M} lze přiřadit reálné číslo, které má v desetinném rozvoji jen (např.) pětky a šestky, přičemž šestky jsou právě na pozicích z {\displaystyle M}.
- Platí ale též, že čísel v {\displaystyle (0;1)} je „nejvýše tolik“, jako podmnožin {\displaystyle N}, protože každému číslu lze přiřadit jeho desetinný rozvoj, přičemž existují-li dva, použije se ten konečný (tj. končící samými nulami).

Z těchto dvou prostých zobrazení plyne podle Cantorovy-Bersteinovy věty, že existuje bijekce mezi  {\displaystyle \mathbb {P} (\mathbb {N} )} a {\displaystyle (0;1)} a tedy i {\displaystyle \mathbb {R} }.

### Spojité funkce
Buď {\displaystyle ^{\mathbb {R} }\mathbb {R} } množina všech reálných funkcí, tj. zobrazení z {\displaystyle \mathbb {R} } do {\displaystyle \mathbb {R} }. Buď {\displaystyle \mathbb {Cont} (^{\mathbb {R} }\mathbb {R} )} množina těch reálných funkcí, které jsou spojité. Cantorovou-Bernsteinovou větou lze dokázat, že {\displaystyle \mathbb {Cont} (^{\mathbb {R} }\mathbb {R} )} má stejnou mohutnost, jako {\displaystyle \mathbb {R} }.
Dolním odhadem mohutnosti {\displaystyle \mathbb {Cont} (^{\mathbb {R} }\mathbb {R} )} je samotné {\displaystyle \mathbb {R} }: každému reálnému číslu {\displaystyle c} lze přiřadit např. konstantní funkci {\displaystyle f(x)=c}. Toto prosté zobrazení z {\displaystyle \mathbb {R} } do {\displaystyle \mathbb {Cont} (^{\mathbb {R} }\mathbb {R} )} dokazuje, že spojitých funkcí na {\displaystyle \mathbb {R} } je nejméně tolik, jako reálných čísel.
Stačí nalézt prosté zobrazení v opačném směru, tj. z {\displaystyle \mathbb {Cont} (^{\mathbb {R} }\mathbb {R} )} do {\displaystyle \mathbb {R} }, které dokáže, že spojitých funkcí je „nejvýše tolik“, jako reálných čísel. K tomu lze využít fakt, že spojitá funkce je jednoznačně určena svými hodnotami v racionálních bodech. Buď {\displaystyle ^{\mathbb {Q} }\mathbb {R} } množina všech zobrazení z racionálních čísel do reálných. Ne každý prvek {\displaystyle ^{\mathbb {Q} }\mathbb {R} } definuje spojitou funkci, ale každá spojitá funkce je jednoznačně definována některým prvkem {\displaystyle ^{\mathbb {Q} }\mathbb {R} }. To je prostým zobrazením z {\displaystyle \mathbb {Cont} (^{\mathbb {R} }\mathbb {R} )} do {\displaystyle ^{\mathbb {Q} }\mathbb {R} }. 
V předchozí sekci bylo dokázáno, že existuje bijekce mezi reálnými čísly a {\displaystyle ^{\mathbb {N} }2}, tj. zobrazeními z přirozených čísel do dvouprvkové množiny. Každý prvek {\displaystyle ^{\mathbb {Q} }\mathbb {R} } lze tedy reprezentovat jako zobrazení {\displaystyle g}, které racionálnímu číslu přiřadí zobrazení, které je prvkem {\displaystyle ^{\mathbb {N} }2}. K němu lze sestrojit zobrazení {\displaystyle h}, které dvojici {\displaystyle (q,n)} z kartézského součinu {\displaystyle \mathbb {Q} \times \mathbb {N} } přiřadí číslo, které přirozenému číslu {\displaystyle n} přiřadí zobrazení {\displaystyle g(q)}. Tedy je-li {\displaystyle d=(q,n)} uspořádaná dvojice z {\displaystyle \mathbb {Q} \times \mathbb {N} }, je {\displaystyle h(d)=g(q)(n)\in 2}. Podrobněji řečeno, jelikož {\displaystyle g(q)} je zobrazení z {\displaystyle \mathbb {N} } do dvouprvkové množiny, jeho hodnota pro {\displaystyle n} je prvek dvouprvkové množiny značené {\displaystyle 2}. Při zavedeném značení tedy platí {\displaystyle g(q)\in ^{\mathbb {N} }2,g\in ^{\mathbb {Q} }(^{\mathbb {N} }2),h\in ^{\mathbb {Q} \times \mathbb {N} }2}.
Existuje bijekce mezi {\displaystyle \mathbb {Q} \times \mathbb {N} } a {\displaystyle \mathbb {N} \times \mathbb {N} } a tedy i {\displaystyle \mathbb {N} }. Z ní lze zkonstruovat bijekci mezi {\displaystyle ^{\mathbb {Q} \times \mathbb {N} }2} a {\displaystyle ^{\mathbb {N} }2}.
Tím je sestrojena série prostých zobrazení
```

  

    

      

        

          
R

        

        
→

        

          
C

          
o

          
n

          
t

        

        

          
(

          

            

              
R

            

          

        

        

          
R

        

        
)

        

          
→

          

            

              
Q

            

          

        

        

          
R

        

        

          
↔

          

            

              
Q

            

          

        

        

          
(

          

            
N

          

        

        
2

        
)

        

          
↔

          

            

              
Q

            

            
×

            

              
N

            

          

        

        
2

        

          
↔

          

            

              
N

            

          

        

        
2

        
↔

        

          
R

        

      

    

    
{\displaystyle \mathbb {R} \rightarrow \mathbb {Cont} (^{\mathbb {R} }\mathbb {R} )\rightarrow ^{\mathbb {Q} }\mathbb {R} \leftrightarrow ^{\mathbb {Q} }(^{N}2)\leftrightarrow ^{\mathbb {Q} \times \mathbb {N} }2\leftrightarrow ^{\mathbb {N} }2\leftrightarrow \mathbb {R} }

  

```

Bijekce jsou zde vyznačeny dvojitou šipkou; poslední z nich byla dokázána v předchozí sekci. Složením těchto zobrazení dostáváme
```

  

    

      

        

          
R

        

        
→

        

          
C

          
o

          
n

          
t

        

        

          
(

          

            

              
R

            

          

        

        

          
R

        

        
)

        
→

        

          
R

        

      

    

    
{\displaystyle \mathbb {R} \rightarrow \mathbb {Cont} (^{\mathbb {R} }\mathbb {R} )\rightarrow \mathbb {R} }

  

```

To dokazuje, že reálných čísel je „nejvýše tolik“ a zároveň „nejméně tolik“ jako spojitých funkcí. Podle Cantorovy-Bersteinovy věty tedy mezi těmito množinami existuje bijekce; bez této věty by důkaz vyžadoval podstatně složitější technickou konstrukci.

## Důkaz

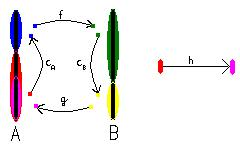
Zobrazení h

Nechť {\displaystyle f:A\rightarrow B} a {\displaystyle g:B\rightarrow A} jsou prostá zobrazení. Definujeme zobrazení {\displaystyle h:P(A)\rightarrow P(A)}, kde P(A) je potenční množina A (množina všech podmnožin A), takto pro {\displaystyle U\subseteq A:h(U)=g[B-f[A-U]]} (viz obrázek). Snadno je vidět, že h je monotónní (pro {\displaystyle U\subseteq V} je {\displaystyle h(U)\subseteq h(V)}). Dále se dokáže, že každé monotónní zobrazení mezi P(A) a P(A) má pevný bod (množinu U takovou, že {\displaystyle U\,=\,h(U)}). K tomu stačí zvolit {\displaystyle U=\bigcup \{V\subseteq A;V\subseteq h(V)\}}. Nakonec, je-li {\displaystyle W\subseteq A} pevný bod h, položíme {\displaystyle F(x)={\begin{cases}f(x){\mbox{ pro x}}\in A-W\\g^{-1}(x){\mbox{ pro x}}\in W\end{cases}}}. Snadno se ověří, že {\displaystyle F:A\rightarrow B} je bijekce.
Jiný důkaz
Zobrazení {\displaystyle f} i {\displaystyle g} je množina uspořádaných dvojic; je třeba rozhodnout, které dvojic z {\displaystyle D=f\cup g} zařadit do hledaného zobrazení {\displaystyle h}.
Buď {\displaystyle R_{0}} množina dvojic {\displaystyle (a,b)}, které v {\displaystyle h} být musí, protože v {\displaystyle D} neexistuje jiná dvojice s týmž {\displaystyle a} nebo v něm neexistuje jiná dvojice s týmž {\displaystyle b}. Pak množina {\displaystyle S_{0}} dvojic, které v {\displaystyle h} být jistě nemohou, je tvořena takovými dvojicemi z {\displaystyle D}, které mají společnou první nebo druhou složku s některou dvojicí z {\displaystyle R_{0}}.
Pak ale musí v {\displaystyle h} být každá dvojice {\displaystyle (a,b)} pro kterou v {\displaystyle D} žádná dvojice s týmž {\displaystyle a} (nebo týmž {\displaystyle b}) buď neexistuje, nebo je mezi vyloučenými, tj. {\displaystyle (a,b)\in S_{0}}. Buď {\displaystyle R_{1}} množina takových dvojic.
Obdobně, jako {\displaystyle R_{0},S_{0},R_{1}} se sestrojí {\displaystyle S_{1}}, pak {\displaystyle R_{2},S_{2}}, pak {\displaystyle R_{3},S_{3}} atd. Postupně se tak rozšiřuje informace o tom, které dvojice v hledaném {\displaystyle h} jistě budou v každé bijekci mezi {\displaystyle A} a {\displaystyle B} a které jistě nebudou v žádné.
V {\displaystyle h} tedy musí ležet všechny dvojice z kterékoli {\displaystyle R_{i}} pro přirozené {\displaystyle i}, tj. {\displaystyle h\supseteq \bigcup _{i\in \mathbb {N} }R_{i}}. Lze ukázat, že vhodná bijekce {\displaystyle h} vznikne, pokud chybějící hrany doplníme z {\displaystyle f}.

## Historie
Prvním, kdo formuloval tvrzení Cantorovy-Bernsteinovy věty, byl roku 1882 Georg Cantor. Ještě téhož roku se však Cantor svěřil Dedekindovi, že toto tvrzení nedovede dokázat. Cantor pravdivost tohoto tvrzení mnohokrát ohlásil, dokázáno však bylo až v letech 1896 resp. 1897 Friedrichem W. Schröderem a Felixem Bernsteinem.